# Tverdohlibî, Reșetîlivka
Tverdohlibî (în ucraineană Твердохліби) este un sat în comuna Ploske din raionul Reșetîlivka, regiunea Poltava, Ucraina.

## Demografie
Componența lingvistică a localității Tverdohlibî
     Ucraineană (94,41%)
     Rusă (4,97%)
     Alte limbi (0,62%)
Conform recensământului din 2001, majoritatea populației localității Tverdohlibî era vorbitoare de ucraineană (94,41%), existând în minoritate și vorbitori de rusă (4,97%).